# Lann-Mané-Braz

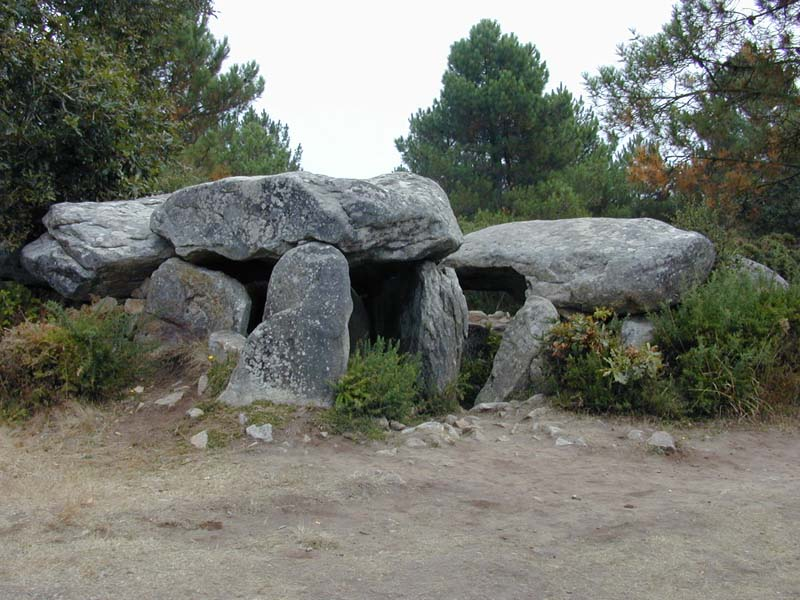
Lann-Mané-Braz

Die Dolmen von Lann-Mané-Braz (auch Mané Braz tumulus oder Mané-Bras genannt) liegen auf einem großen ovalen Hügel, ein paar hundert Meter von der „Chemin des Megalithes“ – „Straße der Megalithen“ in der Nähe von Erdeven im Département Morbihan in der Bretagne in Frankreich.
Die Megalithanlagen sind seit dem Jahr 1923 als Monument historique anerkannt.

## Beschreibung
Die in Südost-Richtung orientierte Anlage ist ein Dolmen mit Seitenkammern (französisch dolmen à chambre laterale), ähnlich wie Mané Groh. Der Hauptgang ist etwa sieben Meter lang (ursprünglich vermutlich länger) und hat am Ende beidseitig insgesamt vier etwa 2,0 mal 1,5 m große Seitenkammern. Bis auf einen sind alle acht Deck- und die Tragsteine vorhanden. Der Zugang ist etwas niedriger als der übrige Teil der Megalithanlage.
Etwa 15 m weiter liegt das Ganggrab (französisch Dolmen à couloir) mit einer trapezoiden Kammer von 3,0 × 2,5 Metern und einer kleinen Seitenkammer, die fast völlig von einer Deckplatte bedeckt werden, lediglich am Übergang zum etwa fünf Meter langen Gang liegt eine zweite Deckenplatte auf. Der Gang verjüngt sich in Richtung des Zugangs.

Lann-Mané-Braz
Schema Dolmen mit Seitenkammer – beim Mané Braz fehlt die „Kopfnische“ links
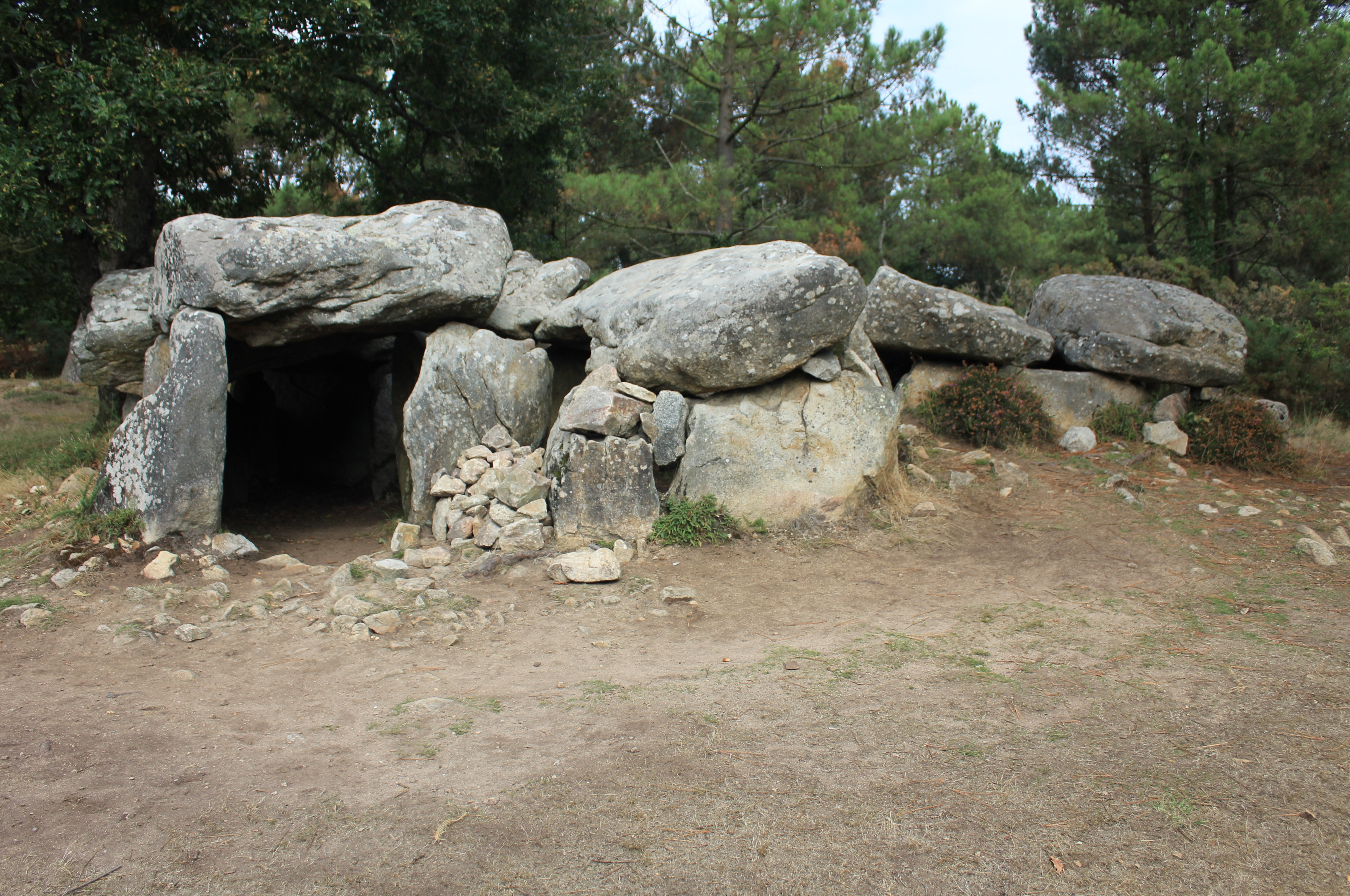
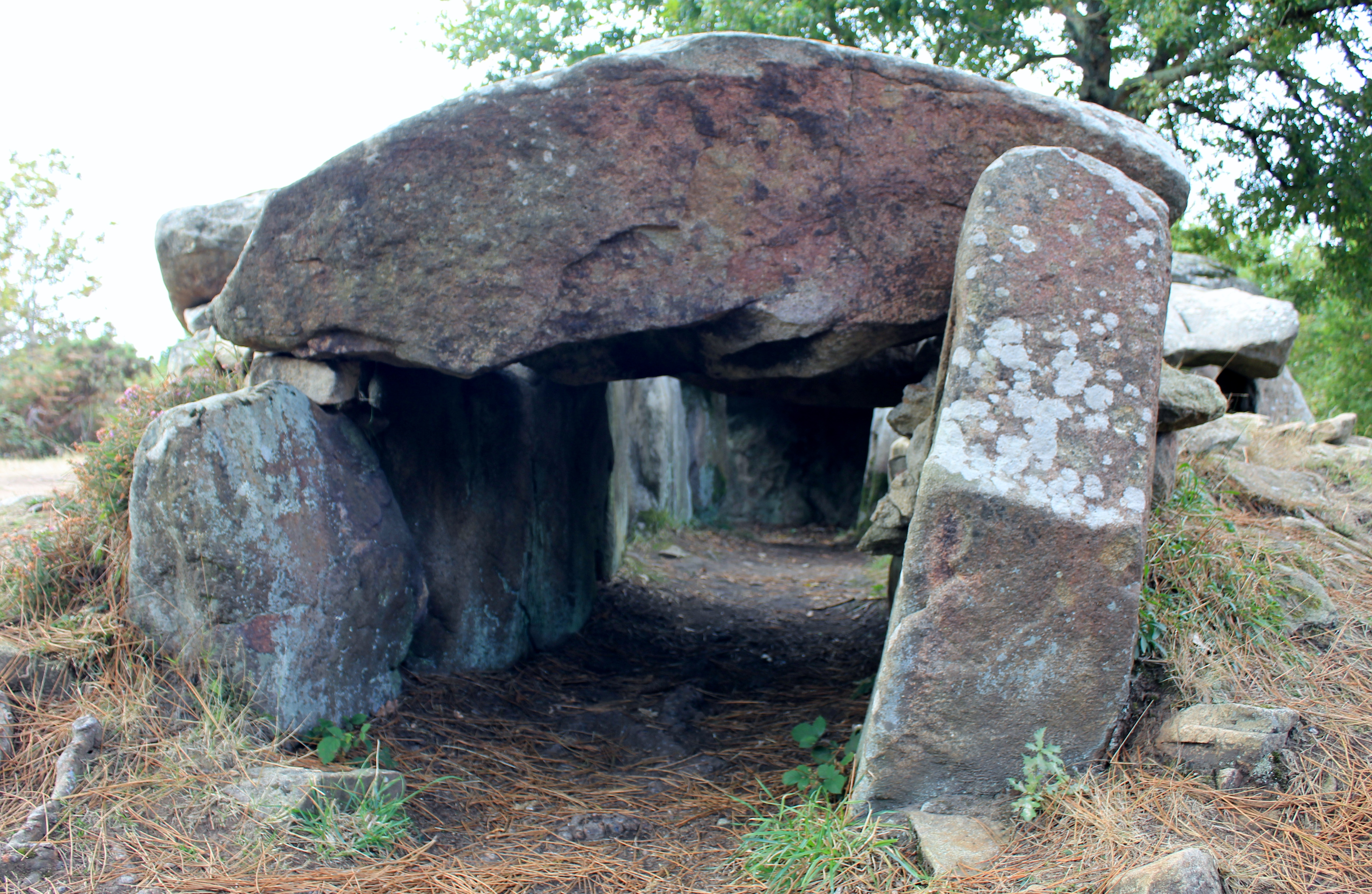
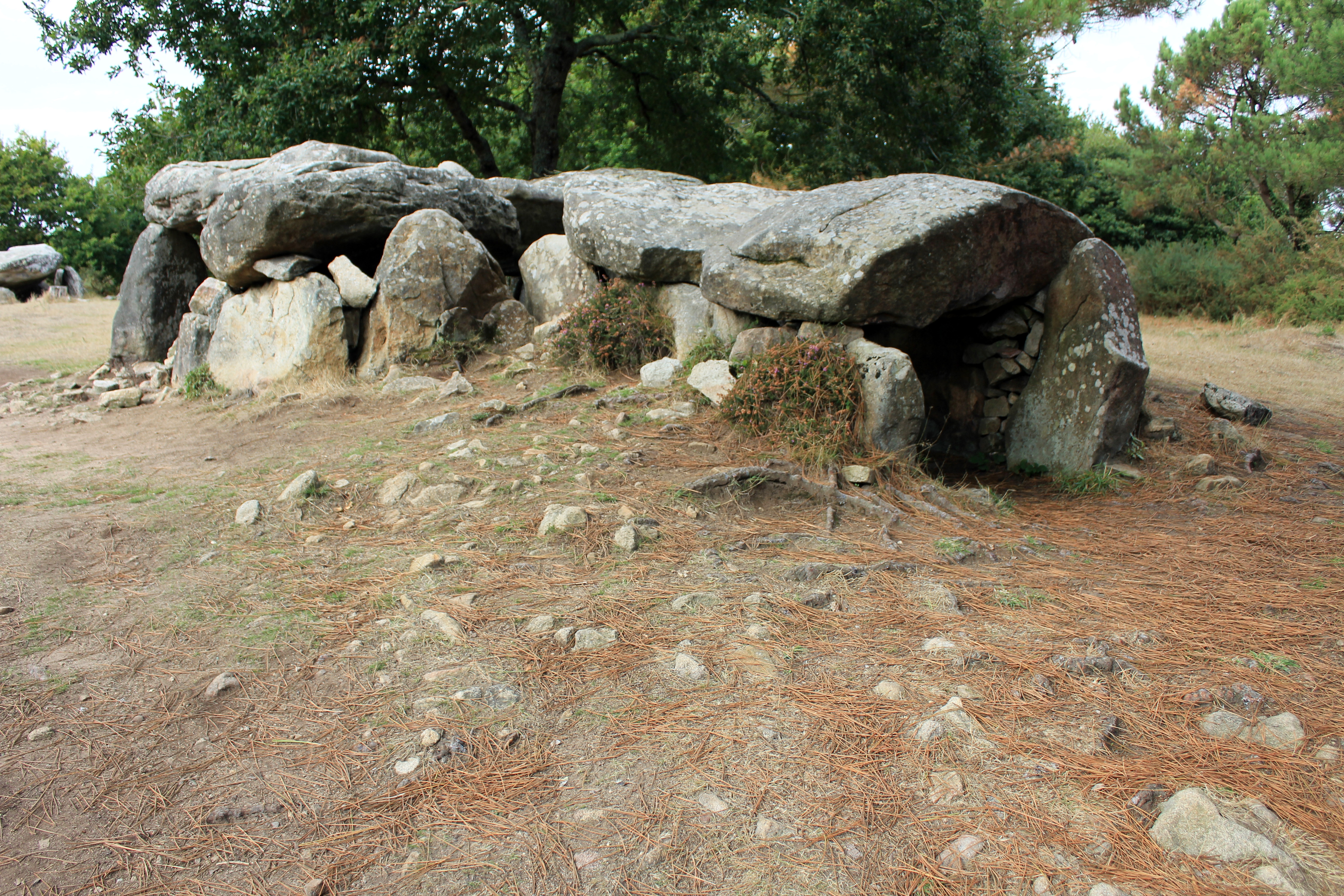
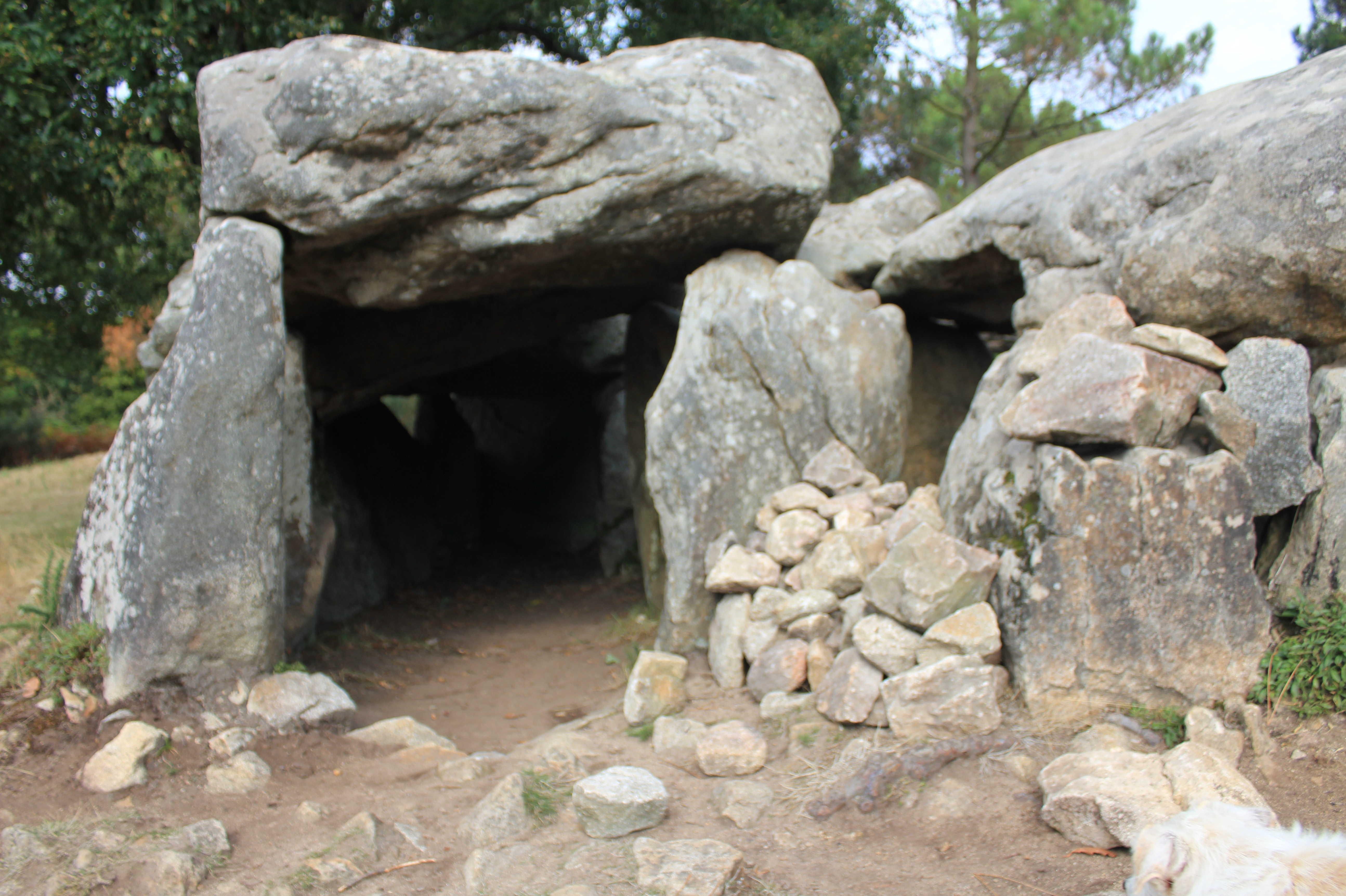
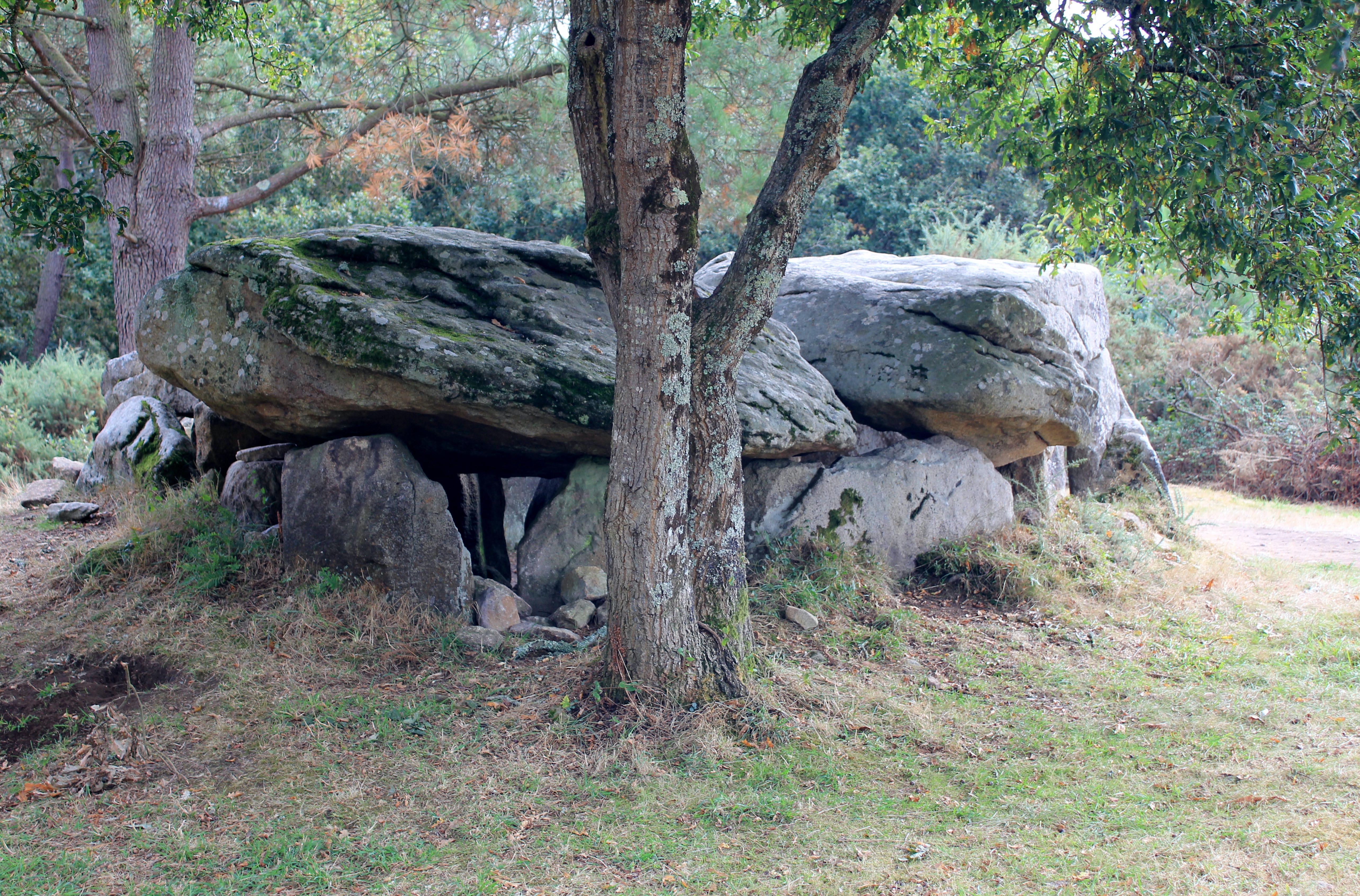
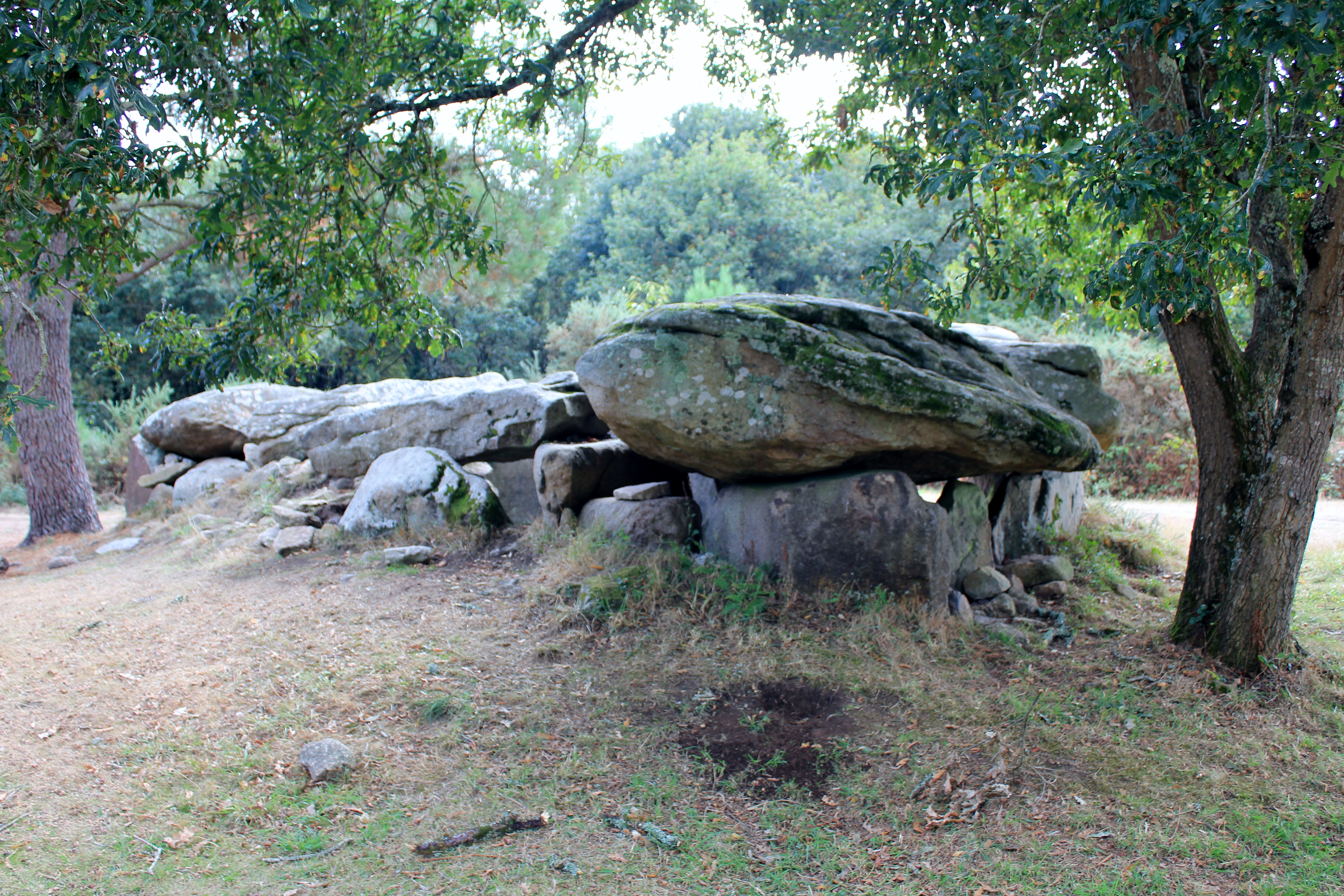
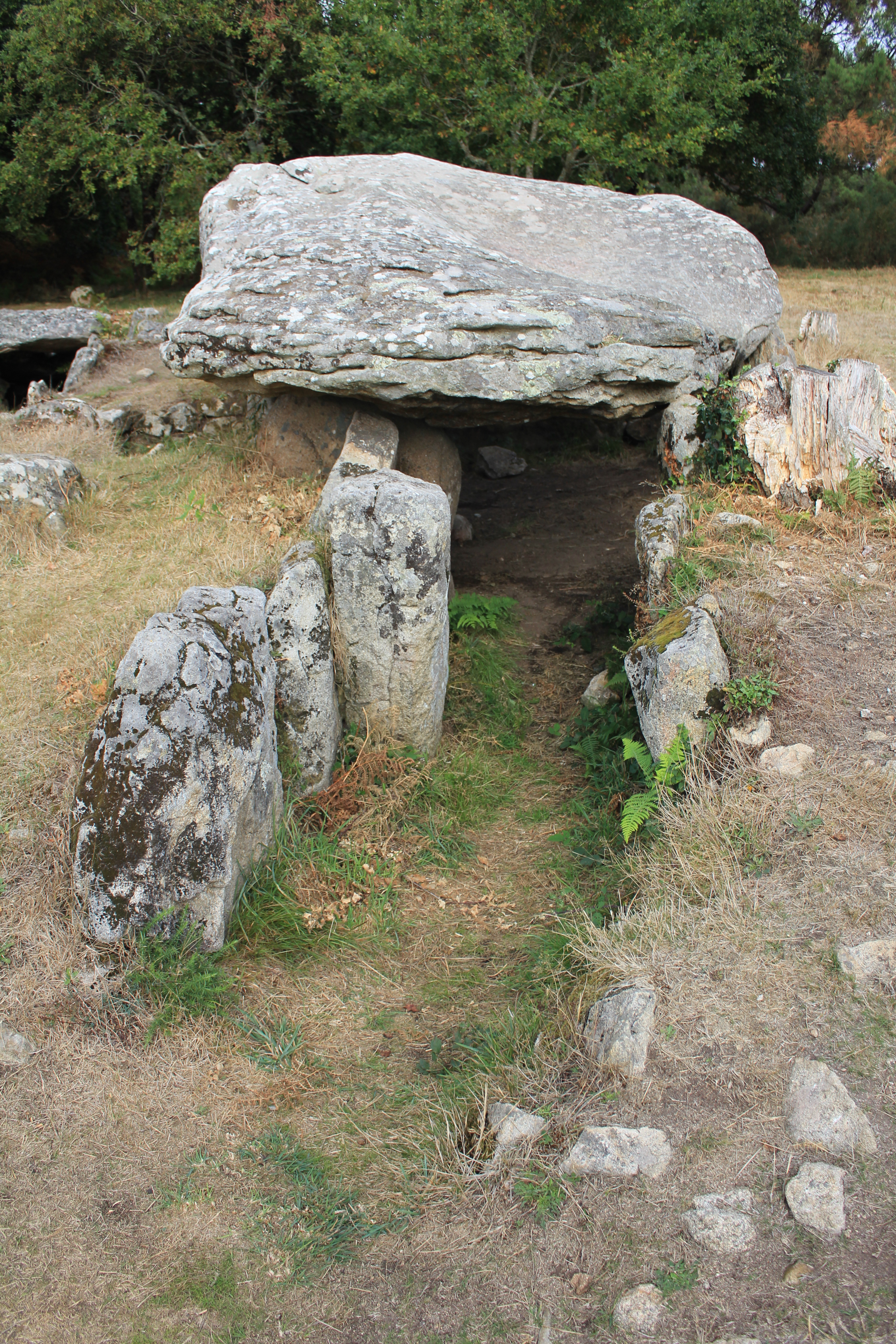

Neben dem Dolmen befinden sich, an der Spitze des Hügels, die kleineren nahezu decksteinlosen Dolmen, die in Form der etwa 4,5 bzw. 6,0 m langen geschwungene Tragsteine-Gänge erhalten sind. Während bei einer Anlage die etwa ovale Kammer erkennbar ist, hat die andere Anlage noch ein Decksteinpaar auf einem Bereich aufliegen, der wegen seiner geringen Höhe zum Gang gehören muss. Eine kammerartige Ausformung ist nicht erhalten.
Eine weitere Anlage liegt etwas abseits. Erhalten sind alle Tragsteine der ovalen Kammer und die Tragsteine einer Gangseite.
In der Umgebung befinden sich mehrere Steine und der Menhir von Mané Braz.

## In der Nähe
- Coët-ar-Blei (Lann er Croc’h oder La chaise de Cesar) Steinreihe
- Crucuno, Dolmen und Steinkreis
- Mané Groh, Dolmen